# Julia Agrippina minor
Julia Agrippina minor (6 november 15, Oppidum Ubiorum – 19-23 maart 59, Campanië), vanaf 50 Julia Augusta Agrippina genoemd, beter bekend als Agrippina de Jongere of Agrippina minor, was een prominent lid van de Julisch-Claudische dynastie: ze was achtereenvolgens zus (van Caligula), echtgenote (van Claudius I) én moeder (van Nero) van de princeps, de keizer van het Romeinse Rijk. Agrippina minor nam ook actief deel aan de dynastieke politiek en zou daarenboven politiek advies geven aan haar echtgenoot Claudius en haar zoon Nero.

## Leven

### Geboorte
Julia Agrippina werd geboren op 6 november 15 in Oppidum Ubiorum (het huidige Keulen) als eerste dochter en vierde overlevend kind van Germanicus Julius Caesar en Vipsania Agrippina maior. Dat ze in Germania Inferior werd geboren, kwam doordat haar moeder niet wilde wijken van de zijde van haar echtgenoot Germanicus, die de legers van Germania Inferior en Superior aanvoerde. In 17 keerde het gezin terug naar Rome voor de triomftocht van haar vader op 26 mei 17, waarbij ze samen met haar broers en zus haar vader vergezelde. Kort daarop trokken haar ouders weer uit op missie naar het oosten, waar Germanicus gouverneur van Syria werd, maar Agrippina bleef in Rome achter. Enkel haar jongste broer Gaius (later bekend onder de bijnaam Caligula) vergezelde haar ouders. Nadat haar vader op 10 oktober 19 onverwachts was komen te overlijden, wachtte ze met haar broers en zus haar moeder op, die in 20 met de as van haar vader naar Italia terugkeerde.

### Achterkleindochter van Augustus
Nu haar vader overleden was, verdween Agrippina meer naar de achtergrond. Ze duikt in 28 pas opnieuw op in de historische bronnen, toen Tiberius haar liet huwen met Gnaius Domitius Ahenobarbus. Haar nieuwe echtgenoot behoorde ook tot de Julisch-Claudische dynastie, want hij was een zoon van Antonia maior (een dochter van Augustus' zus Octavia Thurina minor). Dit was dan ook een van de redenen waarom hij in 32 als consul een volledig jaar mocht aanblijven (een ongewoon eerbetoon in de tijd van het principaat).
In 37 beschuldigde de praefectus praetorio Naevius Sutorius Macro Domitius echter van overspel met een zekere Albucilla en van afvalligheid van de princeps Tiberius. Het is niet precies bekend waarom Macro Domitius uit de weg wilde ruimen. Mogelijk ambieerde hij zelf de troon of had hij naar Macro's zin te veel invloed op Gaius Caligula, de verwachte opvolger. Door de dood van Tiberius werd Gnaius echter gered.

### Zus van Caligula
Wanneer op 16 maart 37 Tiberius overlijdt, wordt Agrippina's broer Gaius (Caligula) princeps. Hierdoor werd Agrippina naaste familie van de princeps. Op 15 december van dat jaar bracht ze bij zonsopgang te Antium - waar haar echtgenoot een villa had - een zoon ter wereld. Toen ze haar boorling voorstelde aan haar broer en vroeg welke naam ze hem moest geven (in de hoop dat Caligula, die nog geen mannelijke nakomeling had, haar zoon mogelijk zou adopteren), stelde deze echter de naam voor van Claudius, die toen het mikpunt van spot was aan het keizerlijke hof. Het kind zou uiteindelijk Lucius Domitius Ahenobarbus worden genoemd, maar later onder de naam Nero als princeps de geschiedenis ingaan.

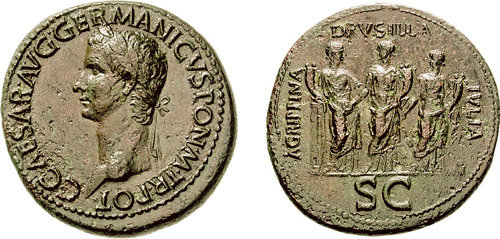
Sestertius met aan de voorzijde een buste van Caligula en de legende C CAESAR AVG GERMANICVS PON M TR PO en aan de keerzijde zijn zussen Julia Agrippina (als Securitas), Julia Drusilla (als Concordia) en Julia Livilla (als Fortuna) en de legende AGRIPPINA DRVSILLA IVLIA met in de afsnede S C.

Caligula, die zijn aanspraken vooral te danken had aan zijn familiebanden, schoof in zijn dynastieke propaganda zowel zijn overleden ouders, als zijn zussen naar voren. Zo kende hij hen voorrechten toe die aan Vestaalse maagden toebehoorden (waaronder goede zitplaatsen tijdens de spelen en onschendbaarheid). Hij liet ook munten slaan met aan de voorzijde zijn buste en aan de keerzijde zijn drie zussen, iets wat in Rome nog niet eerder was gebeurd. Caligula voegde hen zelfs toe aan de eed van trouw, waarbij men moest zweren: "Noch mijzelf en mijn kinderen heb ik meer lief dan Gaius en zijn zussen." En ook in consulaire voorstellen moest volgende frase worden opgenomen: "Dat het goede en het geluk zou zijn van Gaius Caesar en zijn zussen." En reeds voordien hadden de priesters en magistraten in hun formules om het welzijn van de princeps en de res publica af te smeken de namen van diens drie zussen opgenomen.
Caligula ging in het propageren van zijn zussen zover, dat hij hen om beurten de plaats die normaal gezien was voorbehouden voor een echtgenote (dus Iunia Claudilla) toekende: "en bij een rijkelijk gastmaal lag telkens een [van zijn zussen] afwisselend aan zijn rechterkant, zijn echtgenote aan de andere kant aanliggend." Hierdoor deed de roddel de ronde dat Gaius een incestueuze relatie had met zijn zussen, met een duidelijke voorkeur voor Julia Drusilla. Voor Agrippina en Livilla schijnt hij in mindere mate in liefde te zijn ontvlamd, want er werd beweerd dat hij hen ook "vaak aan zijn schandknapen zal hebben aangeboden". Hoewel ze was getrouwd met Domitius, zou Agrippina op schaamteloze wijze avances hebben gemaakt naar Servius Sulpicius Galba (de latere princeps), die echter geen interesse in haar toonde en toegewijd was aan zijn vrouw. Op een bepaald moment zou Galba's schoonmoeder Agrippina in het gezelschap van andere matronae een publieke reprimande en een slag in haar gezicht hebben gegeven.
Toen op 10 juni 38 haar zus Julia Drusilla stierf, was Caligula hier zo van aangedaan dat hij een algemene rouw afkondigde, haar een staatsbegrafenis gaf en de senaat zelfs wist te overhalen haar te vergoddelijken. Toch schijnt haar dood geen directe invloed te hebben gehad op de positie van Agrippina en Livilla, die nog steeds op provinciale munten werden afgebeeld - samen met de vergoddelijkte Drusilla.
In 39 werden Agrippina en Livilla, samen met hun neef langs moederskant en Drusilla's weduwnaar Marcus Aemilius Lepidus, beschuldigd van een mislukte aanslag op het leven van Caligula met het doel Lepidus als princeps aan te stellen. In deze samenzwering zou ook Gnaius Lentulus Gaetulicus, de legatus Augustus pro praetore van Germania Superior, betrokken zijn geweest, hoewel de bronnen onduidelijk zijn over de relatie tussen Gaetulicus en Lepidus. Agrippina en Livilla werden bovendien beschuldigd van overspel met Lepidus. Er is weinig bekend over deze samenzwering en de achterliggende redenen. Tijdens het proces tegen Lepidus aarzelde Caligula niet om zijn zussen aan te klagen wegens overspel en hij zou zelfs brieven in het handschrift van zowel Lepidus als van zijn zussen hebben gefabriceerd waarin werd beschreven hoe ze hem zouden hebben willen vermoorden.
Lepidus werd geëxecuteerd door een tribunus die zijn keel doorsneed. Agrippina en Livilla werden door hun broer verbannen naar de Pontijnse Eilanden. Ook Ofonius Tigellinus werd verbannen op beschuldiging van overspel met Agrippina. Caligula zou hun meubels, juwelen, slaven en vrijgelatenen in Gallia verkopen. In januari 40 stierf Domitius aan waterzucht te Pyrgi. Hun zoon Lucius (de latere princeps Nero) leefde intussen bij zijn tante Domitia Lepida, nadat Caligula hem zijn erfenis had afgenomen. Op 24 januari 41 werden Caligula, zijn echtgenote Milonia Caesonia en hun dochtertje Julia Drusilla vermoord. En totaal onverwachts werd Agrippina's oom Tiberius Claudius Drusus door de pretoriaanse garde uitgeroepen tot nieuwe princeps.

### Nicht van Claudius
Claudius liet Agrippina en Livilla uit ballingschap terugkeren. Livilla keerde terug naar haar echtgenoot, terwijl Agrippina werd herenigd met haar zoon, hoewel hij inmiddels van haar vervreemd was. Claudius liet ook de erfenis van Lucius herstellen en zorgde ervoor dat Gaius Sallustius Passienus Crispus en Domitia (Lucius' tante) scheidden, zodat Crispus met Agrippina zou kunnen trouwen. Toen Agrippina terugkeerde, had zij immers niets (dus ook geen echtgenoot) om naar terug te keren. Agrippina trouwde met Crispus als haar tweede echtgenoot en hij werd een stiefvader voor Lucius. Crispus was een vooraanstaande, invloedrijke, geestige, rijke en machtige man, die tweemaal consul was. Hij was de aangenomen kleinzoon en biologische achterachterneef van de historicus Sallustius. Er is weinig over hun relatie bekend.

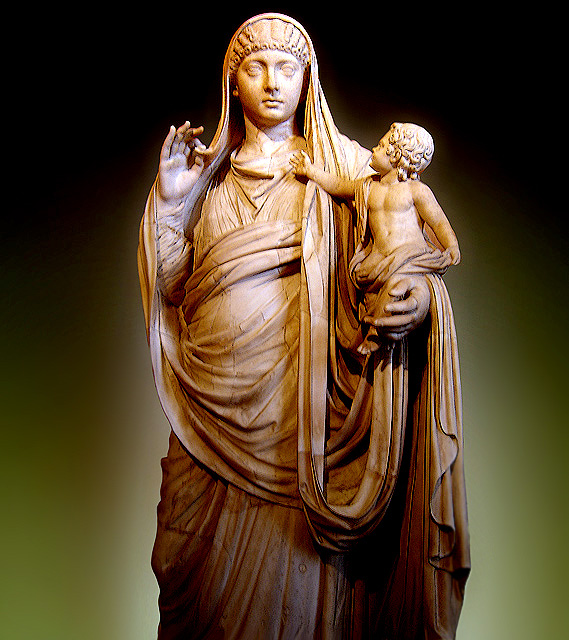
Messalina met haar zoontje Tiberius Claudius Germanicus (Louvre, Ma 1224).

Toen Claudius princeps werd, was hij reeds getrouwd met Valeria Messalina, met wie hij dochter Claudia Octavia had. Deze Messalina was Agrippina's nicht langs vaderskant. Kort na de aanvang van Claudius' principaat baarde ze Claudius een zoon Tiberius Claudius Germanicus (later Britannicus genoemd). Hoewel Agrippina veel invloed had, hield zij zich erg op de achtergrond en bleef zij weg van het keizerlijke paleis en de rechtbank van de princeps.
In 47 stierf Crispus en tijdens zijn begrafenis deed het gerucht de ronde dat Agrippina Crispus had vergiftigd om zijn eigendom te verwerven. Agrippina bleef inderdaad achter als een zeer rijke weduwe. Het gerucht deed intussen de ronde dat Messalina moordenaars had uitgezonden om Lucius te wurgen tijdens diens middagdutje, omdat zij besefte dat Agrippina's zoon een bedreiging kon vormen voor de positie van haar eigen zoon. De moordenaars zouden echter zijn gevlucht toen ze een slang van onder Lucius' kussen tevoorschijn meenden te zien komen - dit zou feitelijk een slangenvel zijn geweest dat Agrippina in een gouden armband zou laten verwerken als amulet voor haar zoon.
Het is mogelijk dat Agrippina zich terugtrok op een van de door haar geërfde eigendommen, zoals het landgoed van haar overleden echtgenoot in Tusculum. Later dat jaar tijdens de ludi Saeculares zouden zowel Lucius, als Tiberius (die sinds 43 de bijnaam Britannicus droeg) de twee groepen bij de Troiae ludus leiden, maar het was Lucius die het meeste applaus kreeg - volgens Tacitus omwille van zijn afstamming van de immens populaire Germanicus. En dit straalde af op beider moeders: Agrippina en Messalina.
In 48, na de executie van Messalina, overwoog Claudius al snel weer (voor de vierde keer) te hertrouwen. Rond deze tijd werd Agrippina de minnares van een van de adviseurs van Claudius, de voormalige Griekse libertus (vrijgelaten slaaf) Pallas. In die tijd bespraken Claudius' adviseurs welke vrouw Claudius zou moeten huwen. Claudius had de reputatie door zijn vrouw en vrijgelaten slaven te worden overheerst.
Het was in datzelfde jaar dat de praetor Lucius Iunius Silanus, familie van Agrippina en verloofd met Claudius’ dochter Claudia Octavia, door Lucius Vitellius - die zou zijn opgestookt door Agrippina - valselijk werd beschuldigd van ongepaste relaties met zijn zus Iunia Calvina. Daarop brak Claudius de verloving af en dwong hij Silanus om af te treden als praetor. Silanus zou uiteindelijk zelfmoord plegen op de dag dat Agrippina trouwde met haar oom en begin 49 werd Iunia Calvina uit Italia verbannen.
Pallas raadde Claudius aan Agrippina te trouwen. Pallas wees de princeps erop, dat haar zoon de kleinzoon was van zijn overleden broer Germanicus: door met haar te trouwen zou Claudius deze tak van de gens Claudia terug verbinden met de domus Augusta. Voor Agrippina's verleiding van Claudius, kon ze gebruikmaken van haar voorrecht als nicht haar oom te kussen en liefkozen. En Claudius bezweek uiteindelijk voor haar charmes.
Omdat een huwelijk tussen oom en nicht als incestueus werd beschouwd, moest een dergelijk huwelijk eerst worden toegestaan door de senaat. Een bondgenoot werd gevonden in de persoon van Lucius Vitellius, de censor van 48. Deze haalde als voornaamste argumenten Agrippina's vruchtbaarheid en zedelijkheid aan. Wat echter opviel was dat zowel voor, als na zijn huwelijk met Agrippina, Claudius haar in toespraken noemde als zijn "dochter en pleegkind, op zijn schoot geboren en getogen".

#### Echtgenote van Claudius

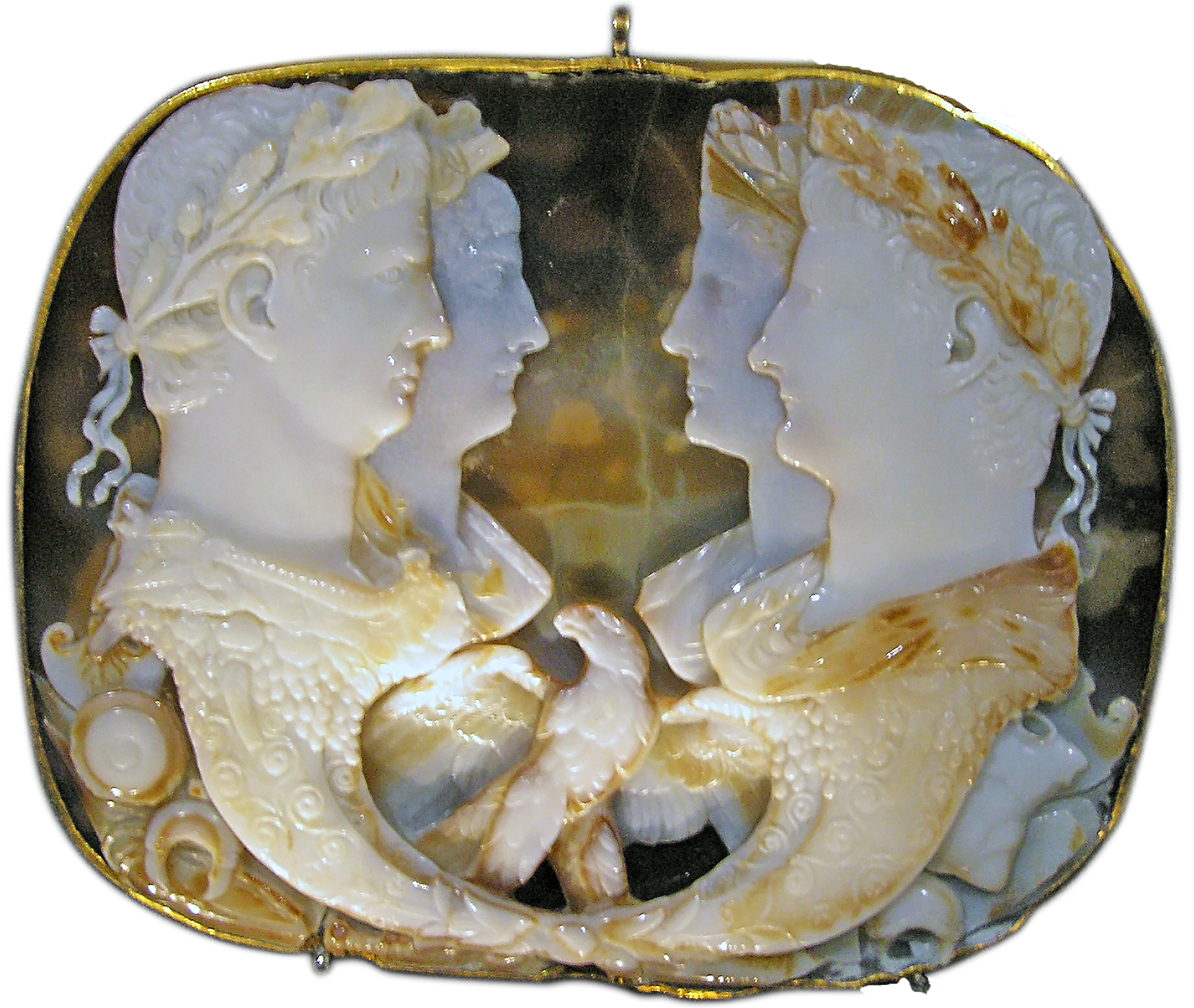
De Gemma Claudia met respectievelijk Claudius en Agrippina minor en Germanicus en Agrippina maior afgebeeld lijkt de dynastieke bedoelingen van het huwelijk tussen deze twee eersten aan te duiden (Kunsthistorisches Museum Wien).

Agrippina en Claudius trouwden bij het begin van het jaar 49.
Door haar huwelijk met Claudius werd Agrippina de stiefmoeder van Claudia Antonia (Claudius' enige kind uit zijn huwelijk met Aelia Paetina), Claudia Octavia en Britannicus (beiden kinderen van de geëxecuteerde Valeria Messalina). Met Britannicus leek het echter niet goed te boteren. Om haar zoon Lucius van een goede opvoeding te voorzien, liet Agrippina de verbannen filosoof-senator Lucius Annaeus Seneca terugkeren naar Rome, als tutor voor haar zoon. Bovendien liet zij hem meteen aanstellen als praetor. Hierdoor wist ze aan populariteit te winnen. Intussen werd ook propaganda ingezet om het imago van Claudius en Agrippina op te vijzelen, door ze bijvoorbeeld te presenteren als pendante van het ideale "prinsenpaar" Germanicus en Agrippina maior, de ouders van Agrippina minor, op de zogenaamde Gemma Claudia (zie afbeelding 4).
Op 25 februari 50 adopteerde Claudius zijn stiefzoon Lucius Domitius Ahenobarbus, wiens naam voortaan Nero Claudius Caesar Drusus Germanicus was. Hierdoor had Claudius voortaan twee mannelijke erfgenamen, waarbij Nero voorrang zou krijgen op zijn broer Britannicus. Rond die tijd werd Agrippina het agnomen Augusta toegekend (dat voordien nooit was verleend aan de echtgenote van de nog levende princeps). In datzelfde jaar zou Claudius de Oppidum Ubiorum tot colonia verheffen met de naam Colonia Claudia Ara Agrippinensium, om Agrippina's geboorte daar te herdenken. Agrippina zou voortaan fungeren als een patronus voor deze colonia.
In 51 kreeg Agrippina het recht zich te verplaatsen in een carpentum, een rijtuig dat gewoonlijk werd gebruikt door priesters en voor heilige beelden. In 51 werd ook Sextus Afranius Burrus, een procurator onder Livia, Tiberius en Claudius en een bekwaam soldaat, aangesteld als praefectus praetorio. Deze zou tevens instaan voor de opvoeding van Lucius, met name voor zijn militaire vorming. In datzelfde jaar zou Agrippina samen met haar echtgenoot de oefeningen van de legioenen overzien, waarbij de Britse koning Caratacus haar dezelfde eer betoonde als Claudius in de overtuiging dat ze samen met Claudius de leiding had over dezen.
Agrippina zou volgens onze antieke bronnen Britannicus hebben geïsoleerd door iedereen uit zijn onmiddellijke omgeving te laten uitschakelen. Aldus werd in 51 Britannicus' leraar Sosibius geëxecuteerd.
Op 9 juni 53 trouwde Nero met Octavia, die was geadopteerd, zodat hun huwelijk niet als een broer-zus-huwelijk zou worden beschouwd. Dit moest de domus Augusta nauwer met elkaar verbinden.
In 54 werd Domitia Lepida minor, een dochter van Lucius Domitius Ahenobarbus en Antonia maior (een tante van Agrippina's zoon Nero en moeder van Messalina), ervan beschuldigd zwarte magie te hebben gebruikt tegen het leven van de vrouw van de princeps. Ook zou ze met slavenbendes in Calabria de rust in Italia hebben verstoord. Agrippina zou de beschuldigingen hebben gemaakt uit vrees dat Domitia Lepida te veel invloed zou krijgen op Nero, die haar neef was.
Volgens Tacitus begon Claudius zijn huwelijk met Agrippina en de adoptie van haar zoon te betreuren en zou hij Britannicus steeds meer voortrekken en hem naar voren schuiven als zijn opvolger. Dit zou dan ook het voornaamste motief geweest zijn - aldus nog steeds Tacitus - om Claudius uit te schakelen. De meeste antieke auteurs beschuldigden Agrippina ervan haar echtgenoot Claudius op 13 oktober 54 te hebben vermoord, hoewel ze onderling nogal verschillen in hun versies.

### Moeder van Nero
Na de dood van Claudius zorgde Agrippina - aldus onze bronnen - ervoor dat Nero de pretoriaanse garde voor zich kon winnen, door te verhinderen dat Britannicus tussenbeide kon komen. Dat Nero optima mater (allervoortreffelijkste moeder) als eerste wachtwoord aan de garde zou hebben gegeven, werd gezien als erkenning dat hij zijn principaat aan haar had te danken. Zonder medeweten van haar zoon, zou Agrippina eind 54 Marcus Iunius Silanus Torquatus - de oudere broer van Lucius Iunius Silanus - laten vergiftigen.
Haar positie van mater principis én mater familias maakte Agrippina nog meer tot first lady van het Imperium Romanum. Net als Livia Drusilla voor haar werd ze priesteres van haar overleden vergoddelijkte echtgenoot en kreeg zij twee lictores toegekend. Ze zou als eerste vrouw tijdens haar leven samen met de princeps op de voorzijde van een munt verschijnen, waarbij ze bovendien in een eerste reeks op dezelfde hoogte werd geplaatst als de princeps (zie afbeelding). Deze innovatie werd niet echt gewaardeerd in Rome en kort daarop verscheen een nieuwe munt waar aan de voorzijde beiden in profiel waren afgebeeld, maar Nero's gelaat dat van Agrippina bedekte en Agrippina's titulatuur naar de keerzijde verdween. Bovendien wordt beweerd dat zij van achter een gordijn de senaatszittingen volgde. Toch hoeft dit niet per se te wijzen op echte (politieke) macht.

In de eerste maanden van Nero's regering zou Agrippina haar zoon en het rijk hebben gecontroleerd. Ze zou haar controle over Nero echter hebben verloren toen hij een affaire begon met de vrijgelatene Claudia Acte, wat door Agrippina ten zeerste werd afgekeurd. In een poging haar zoon tot inkeer te brengen, zou Agrippina begonnen zijn Britannicus te steunen en dreigde zij, indien nodig, Britannicus tot princeps te maken. Maar Britannicus werd op heimelijke wijze vergiftigd tijdens een banket in februari 55, naar verluidt op bevel van Nero. Dit was het begin van een machtsstrijd tussen Agrippina en haar zoon.
Agrippina werd tussen 55 en 59 zeer waakzaam en hield een kritisch oog op haar zoon gericht. In 55 werd Agrippina door Nero uit het paleis verjaagd. Hij beroofde zijn moeder van al haar eerbewijzen en posities en stuurde zelfs haar Romeinse en Germaanse lijfwachten weg. Nero zou zijn moeder zelfs onder druk gezet hebben te abdiceren en te gaan leven op het Griekse eiland Rhodos. Agrippina's handlanger Pallas werd eveneens van het hof verwijderd. De val van Pallas en de oppositie van Burrus en Seneca, zouden hebben bijgedragen aan Agrippina's verlies aan autoriteit.
Agrippina beriep zich nu meer en meer op haar overleden echtgenoot Claudius en stelde haar hoop op Nero's echtgenote Octavia, het enige overgebleven kind van Claudius. Ze scheen rond deze tijd ook een factio ("factie") rond zich te verzamelen, terwijl ze het huis van haar grootmoeder Antonia minor betrok. Maar haar positie bleek volgens Tacitus al snel onhoudbaar. Want Iturius en Alvisius, twee cliëntes van Iunia Silana, zouden haar ervan beschuldigen Rubellius Plautus, een zoon van Julia - de kleindochter van Tiberius - en de senator Gaius Rubellius Blandus, op de troon te willen zetten en door een huwelijk met hem haar eigen macht te herwinnen. Toen Nero dit vernam wenste hij onmiddellijk zijn moeder en Rubellius Plautus uit te weg te ruimen, maar de praefectus praetorio Afranius Burrus (wiens positie hierdoor werd bedreigd) wist Nero te overtuigen eerst een proces te voeren. Tijdens dit proces wist Agrippina zich van elke schuld vrij te pleiten door te zeggen dat een moeder nooit een ander dan haar eigen zoon op de troon wenste te zien. Ze wist haar zoon bovendien zover te krijgen dat haar aanklagers werden verbannen en haar vrienden verscheidene ambten kregen toebedeeld. Hierna vernemen we tot aan het jaar van haar dood niets meer van haar in onze bronnen. Suetonius vermeldt wel dat ze tijdens deze periode in een van haar vele landgoederen in Italia verbleef. Drie jaar lang zou er een relatieve vrede bestaan tussen moeder en zoon, tot deze laatste in 59 n.Chr. besloot definitief een einde te maken aan haar leven.

### Dood

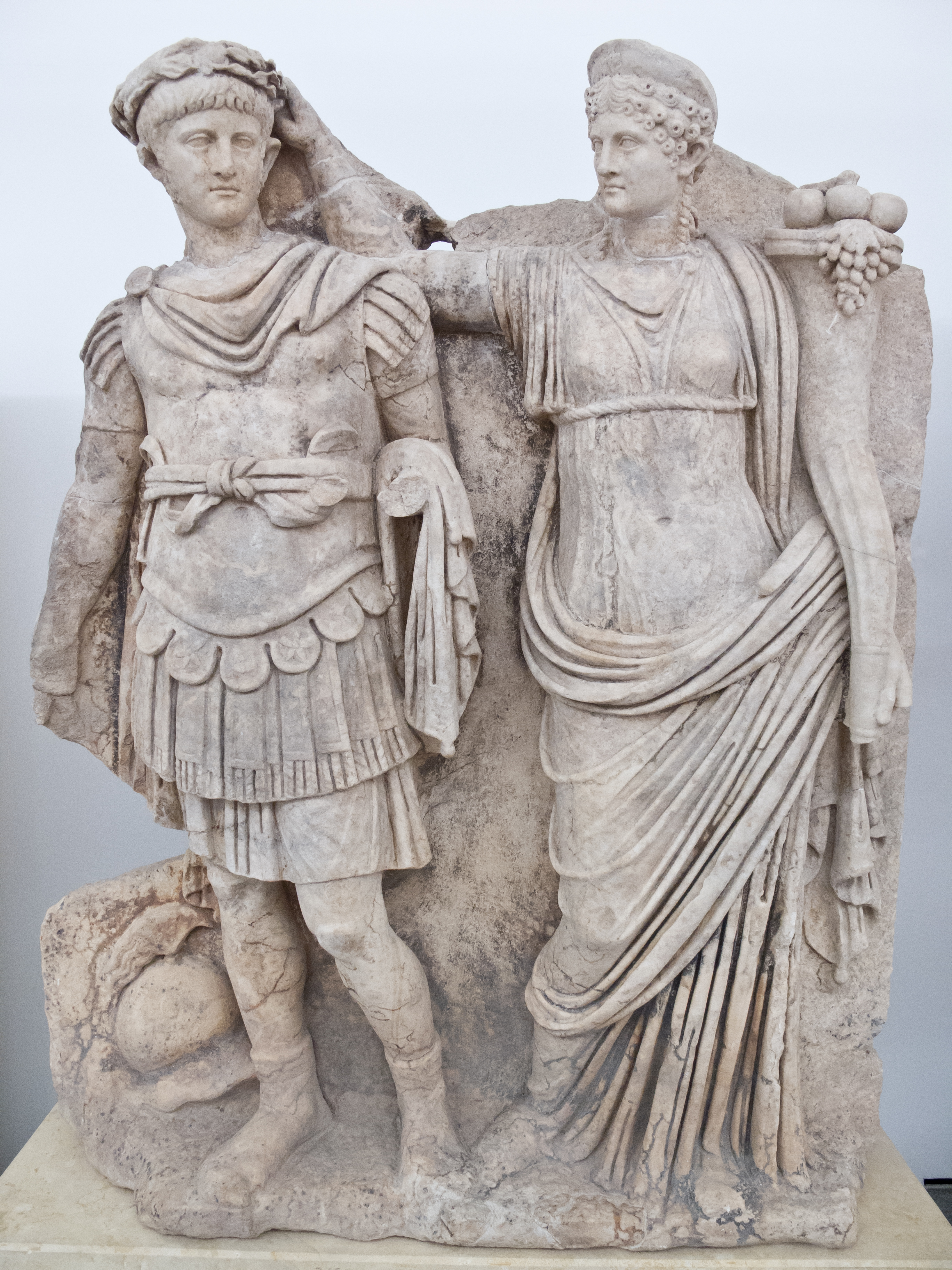
Nero en Agrippina.

Hoe Agrippina aan haar einde kwam is onzeker vanwege de historische tegenstrijdigheden in de bronnen, die bovendien anti-Nero zijn. Alle overgeleverde verhalen over de dood van Agrippina spreken zichzelf en elkaar tegen en zijn over het algemeen zeer fantasierijk.
Volgens Tacitus zou Nero in 58 een buitenechtelijke relatie zijn aangegaan met de matrona Poppaea Sabina. Daar hij besefte dat Agrippina zich zou verzetten tegen een scheiding van zijn toenmalige echtgenote Claudia Octavia en een huwelijk met Poppaea, zou hij hebben besloten Agrippina te doden. Maar Nero zou pas in 62 met Poppaea trouwen en bij dit door Tacitus opgeworpen motief zijn dan ook vraagtekens geplaatst. Bovendien vertelt Suetonius ons dat Poppaea's echtgenoot, Marcus Salvius Otho, pas na de dood van Agrippina werd verbannen, wat er niet direct op wijst dat Poppaea voor Agrippina's dood aandrong op een huwelijk. Dit motief lijkt eerder uit literaire overwegingen te zijn gekozen, omdat dit uitstekend paste in Tacitus' beeld van Nero als speelbal van vrouwen en vrijgelatenen. Sommige historici stellen dat Nero's beslissing om Agrippina te doden werd gemotiveerd door haar samenzwering om Rubellius Plautus (een achterneef van Nero) op de troon te plaatsen. Een ander mogelijk motief voor de moord wordt zowel bij Tacitus als bij Suetonius en bij Cassius Dio vermeld, namelijk dat er een incestueuze relatie tussen Nero en Agrippina zou zijn geweest waardoor deze laatste hem terug onder haar invloed zou hebben gebracht. Zij zijn het er echter niet over eens of dit gerucht wel klopt en wie nu het initiatief hiertoe nam - Nero of Agrippina. Bovendien was het niet ongewoon dat principes die na hun regering negatief werden beoordeeld van incest werden beschuldigd. Wat ook de aanleiding geweest moge zijn, Nero besloot uiteindelijk zijn moeder eens en voorgoed uit de weg te ruimen.
Na te hebben getwijfeld tussen gif of zwaard als moordwapen, besloot Nero voor gif te gaan. Maar hij twijfelde of gif wel zou werken op een vrouw die ervan werd verdacht met vergiften al meerdere mensen het leven te hebben ontnomen en dus wel tegengif zou hebben genomen. Een ander plan kwam van Anicetus, een vrijgelatene en praefectus classis te Misenum. Hij stelde voor een schip te bouwen waarvan men het deel waarop Agrippina zich bevond kon losmaken van de rest van het schip om haar aldus door verdrinking uit te schakelen en hiermee zo weinig mogelijk verdenking op zich te laden. Nero besloot daarop zijn moeder uit te nodigen voor de Quinquatrus ter ere van Minerva in Baiae, waar Agrippina werd overgehaald om op de mooist versierde boot te gaan. Maar toen men de boot tot zinken trachtte te brengen, liep alles fout en Agrippina wist uiteindelijk al zwemmend te ontsnappen aan een wisse dood. Door dit voorval en het feit dat haar vriendin Acerronia Pollia door de scheepslui was gedood, omdat zij, om zichzelf te redden van verdrinking, schreeuwde dat ze Agrippina was, begon Agrippina te beseffen wat haar zoon van plan was. Omdat ze niet wilde dat Nero te weten zou komen dat zij hem doorhad, zond ze haar vrijgelatene, Lucius Agermus, naar haar zoon om hem te vertellen welk ongeluk zijn moeder was overkomen en door welk gelukkig toeval ze gered was van de dood. Op die manier hoopte ze Nero te misleiden. Nero - die blijkbaar het nieuws van Agrippina's redding al had vernomen - was intussen zo angstig, dat hij, toen Agerinus bij hem aankwam, deze een wapen voor de voeten wierp om hem vervolgens te beschuldigen in naam van Agrippina een aanslag te hebben willen plegen op zijn leven, waarna hij hem in de boeien liet slaan. Omdat hij besefte (volgens Tacitus omdat Sextus Afranius Burrus hem dit ook had gezegd) dat de pretorianen nooit de dochter van Germanicus zouden willen vermoorden, stuurde Nero Anicetus met zijn mariniers eropuit om Agrippina's villa te omsingelen. Na de deuren te hebben opengebroken, zou Anicetus - volgens Tacitus samen met trierarchus Herculeius en de centurio classiarius Obaritus - haar alleen hebben aangetroffen en haar met verscheidene steken hebben omgebracht. De bronnen voegen hier nog het gruwelijke detail aan toe - zij het dat sommigen hierover terughoudend zijn - dat Nero persoonlijk haar lijk kwam inspecteren en zelfs opmerkingen maakte over hoe knap zijn dode moeder wel niet was. De moord werd voorgesteld als zelfmoord uit schuldbesef voor haar (vermeende) misdadige moordplannen voor Nero. Diezelfde nacht nog werd ze gecremeerd op een ligbed en zolang Nero aan de macht was, zou er geen grafmonument voor haar worden opgericht. Na Nero's dood zouden vrijgelatenen van Agrippina echter een tumulus oprichten bij de weg naar Misenum. Haar vrijgelatene Mnester, die haar brandstapel zou hebben aangestoken, pleegde daarop zelfmoord uit genegenheid voor haar of vrees voor haar zoon.

## Agrippina's persoonlijkheid
Agrippina's persoonlijkheid is in zowel de antieke als de moderne geschiedschrijving getypeerd als meedogenloos, ambitieus, gewelddadig en dominant. Volgens Plinius maior had ze twee hoektanden aan de rechterkant van haar bovenkaak, wat werd gezien als een teken van goed fortuin. De meeste antieke auteurs beschuldigden Agrippina ervan haar echtgenoot Claudius te hebben vermoord, hoewel ze onderling nogal verschillen in hun versies.
Lange tijd waren oudhistorici van mening dat Agrippina een op macht beluste, manipulatieve moeder en echtgenote was die er voortdurend naar streefde haar macht uit te breiden. Zo schreef Ronald Syme haar een "more robust criminality" toe, terwijl Donald R. Dudley haar een "Clytemnestra of a woman" noemde. De algemene opvatting over Agrippina was die van een vrouw die over lijken ging om haar eigen positie en die van haar zoon veilig te stellen en al haar vrouwelijke listen uit de kast haalde om haar slag thuis te halen. De enige die Agrippina' verdediging op zich nam en haar zelfs afschilderde als een deugdzame matrona die niets dan lof verdiende voor haar inspanningen was Guglielmo Ferrero.
In het meer recente onderzoek schetst men echter een genuanceerder beeld van Agrippina. Zo benadrukt Anthony A. Barrett dat zij een belangrijke rol heeft gespeeld in de omvorming van Claudius' beleid, dat op het moment van hun huwelijk in crisis verkeerde. Zij zou Claudius hebben geholpen een nieuw evenwicht te creëren tussen princeps en senaat. Hij beweert niet dat Agrippina een deugdzame vrouw was, maar plaatst wel vraagtekens bij de meest boosaardige geruchten over haar. Hij meent echter dat ze deze uitbuitte om daarmee haar tegenstanders en rivalen te imponeren. Een andere recente studie over Agrippina is het postume werk van Judith Ginsburg, waarin niet Agrippina's persoonlijkheid als zodanig wordt besproken, maar wel de manier waarop ze wordt voorgesteld in de bronnen, waarvoor Ginsburg een verklaring tracht te vinden. Deze visie wordt gedeeld door de Vlaamse oudhistorica Lien Foubert, die in haar biografie van Agrippina ook aangeeft dat Agrippina in de bronnen zowel positief als negatief wordt voorgesteld en dat het moeilijk valt uit te maken wat nu waar is en wat niet.

## Agrippina in de kunst en cultuur

### In de oudheid
Als lid van de domus Augusta zou Agrippina vaak worden opgenomen in de propagandistische kunst van Caligula, Claudius en Nero. De portretten die we van Agrippina terugvinden op munten, camee's, in bustes en standbeelden stellen haar voor als ideale matrona en benadrukken de voorspoed die het rijk kende onder de heerschappij van haar familie. De vroegste afbeelding van Agrippina in de propagandistische kunst is op de keerzijde van een sestertius die werd geslagen in 37/38 door haar broer Caligula en waarop ze samen met haar twee zussen werd afgebeeld (zie afbeelding 2). Alle drie houden ze een cornucopia (hoorn des overvloeds) vast als verwijzing naar hun vruchtbaarheid. Dit wees er bovendien impliciet op dat indien Caligula zelf geen zoon zou hebben om hem op te volgen, hij nog altijd kon rekenen op de vruchtbaarheid van zijn zussen om hem van een opvolger te voorzien. Agrippina is hier afgebeeld als Securitas: leunend op een zuil. De twee anderen stellen op hun beurt Concordia (eendracht) en Fortuna (lot, geluk).
Met haar val verdween Agrippina ook uit de kunst, totdat ze onder haar oom Claudius kon terugkeren naar Rome. Daar deze laatste niet zelf tot de directe bloedverwanten van Augustus behoorde, greep hij maar al te graag de gelegenheid aan om zijn nicht voor zijn propaganda te gebruiken en dit in het bijzonder na hun huwelijk. Het nieuwe keizerlijke paar werd dan ook voorgesteld als een ideaal Romeins koppel, wat bijvoorbeeld op de zogenaamde Gemma Claudia werd benadrukt door Claudius en Agrippina minor tegenover Germanicus en Agrippina maior te plaatsen, die als het ideale paar van de domus Augusta golden (zie afbeelding 4). Agrippina werd onder Claudius ook voorgesteld als Ceres, de godin van de landbouw en vruchtbaarheid, wat haar op dezelfde hoogte plaatste als Livia die ook als Ceres werd voorgesteld. Het grote verschil was echter dat beelden van Agrippina als Ceres ook in Rome verschenen en zij de eerste nog levende echtgenote van een princeps was die op munten verscheen. Ook op de reeds eerder vermelde Gemma Claudia wordt Agrippina met Ceres geïdentificeerd door de corona spicea (korenarenkroon). In het Sebasteion van Aphrodisias treffen we in de portici een reliëfpaneel aan dat Agrippina en Claudius dextrarum iunctio (in elkaar leggen van de rechterhanden als teken van concordia tussen twee gehuwden, zie Romeinse huwelijk) voorstelt en waarbij Agrippina in haar linkerhand korenhalmen vasthoudt, opnieuw verwijzend naar Ceres. Uit de typische uitdrukking van eendracht tussen de twee echtlieden moest ook de eendracht in de domus Augusta blijken, terwijl de associatie met Ceres verwees naar de vruchtbaarheid van het rijk.
Onder Nero zou Agrippina opduiken in de propagandistische kunst om Nero's legitimiteit te benadrukken, alsook als symbool van continuïteit. Zo treffen we in het Sebasteion van Aphrodisias een reliëf aan waarbij Agrippina Nero kroont, terwijl ze in haar linkerhand een cornucopia houdt (verwijzend naar Ceres). Een ander voorbeeld van Agrippina's toegenomen belang in de propaganda, blijkt uit het feit dat ze vis-à-vis Nero op de voorzijde van een denarius verschijnt, waarbij haar naam als legende verscheen en Nero's naam en titulatuur naar de keerzijde werd verwezen (zie afbeelding 5, cf. supra). Maar Agrippina's portret verscheen niet enkel op denarii en aurei, ook op tetradrachmes uit Alexandrië treffen we haar portret aan op de keerzijde (zie afbeelding 6).

### Na de oudheid

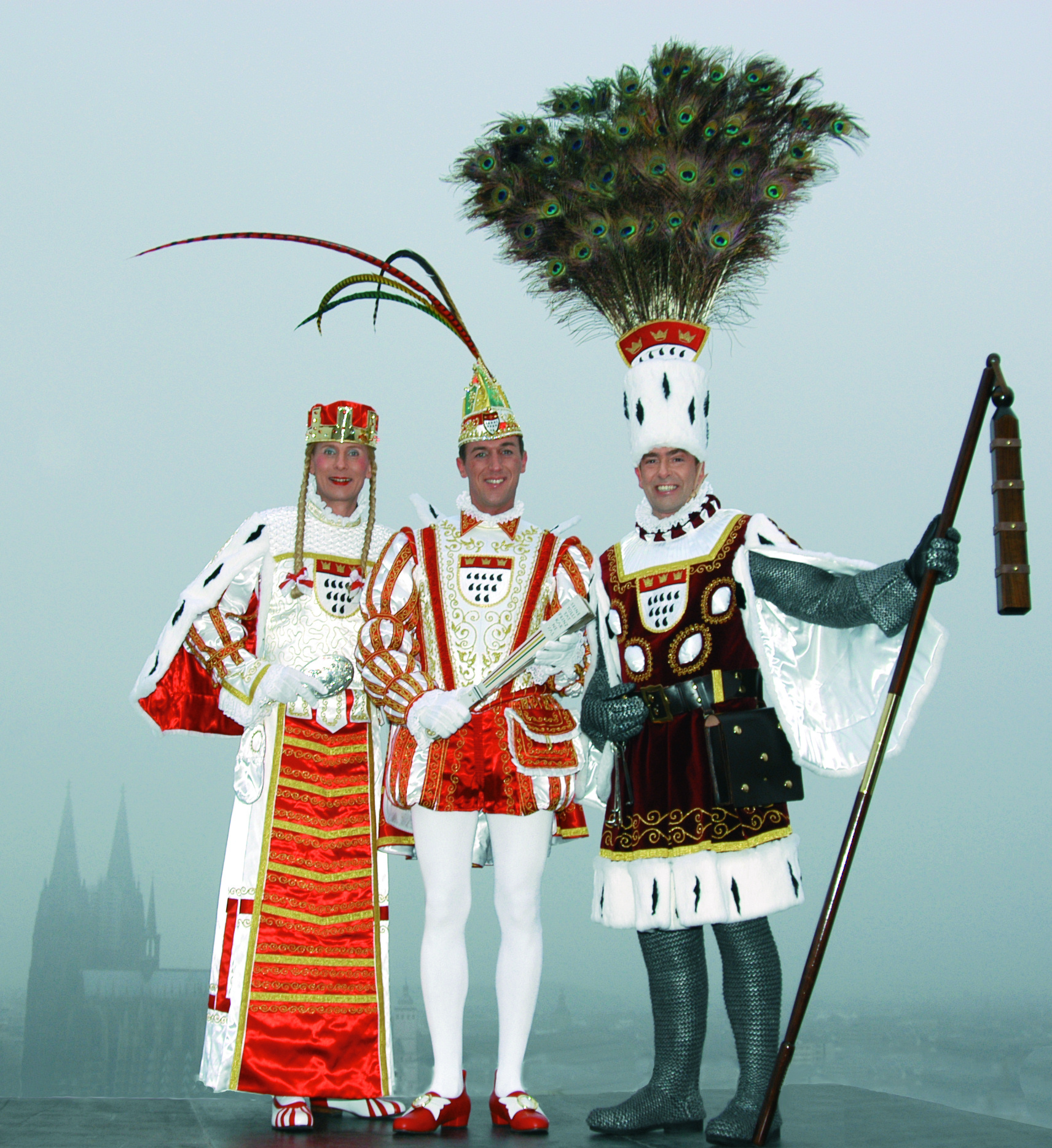
Het Romeinse gewaad van de Kölner Jungfrau (links) symboliseert Agrippina.

Agrippina is de voornaamste vrouwenrol in de tragedie Brittanicus van Jean Racine uit 1669. De rol werd in Nederland o.a. vertolkt door Johanna Cornelia Wattier, die zich als Agrippina liet vereeuwigen op het doek. Een gefictionaliseerd verhaal over Agrippina vormde de basis voor Georg Friedrich Händels opera Agrippina (HWV 6) uit 1709, waarvan het libretto van de hand van Vincenzo Grimani was. De figuur van Agrippina is door verschillende actrices in verschillende films en televisiereeksen neergezet, waaronder Gloria Swanson in de film Nero's Mistress uit 1956, Barbara Young in de BBC-televisieserie I, Claudius - naar de romans van Robert Graves - (waar ze Agrippinilla wordt genoemd), Ava Gardner in de epische miniserie A.D. – Anno Domini uit 1985, Frances Barber in de Masterpiece Theater-productie Boudica van 2003 en Laura Morante in de televisieminiserie Imperium: Nero uit 2004.
Agrippina wordt gezien als de stichteres van Keulen en wordt daar nog steeds door het kleed van de jonkvrouw van het Kölner Dreigestirn gesymboliseerd. De Franse oudhistoricus Pierre Grimal heeft een historische roman Mémoires d'Agrippine geschreven, vertrekkend vanuit een gegeven bij Tacitus dat Agrippina minor haar commentarius (memoires) zou hebben nagelaten. Hierin heeft hij getracht de memoires van Agrippina als het ware te herscheppen.

### In popcultuur
- Agrippina - korte film uit 1911.
- I, Claudius (1976) - gespeeld door Barbara Young.
- Messalina, Messalina! (1977) en Caligula (1979) - gespeeld door Lori Wagner.
- A.D. (1985) - gespeeld door Ava Gardner.
- Boudica (2003) - gespeeld door Frances Barber.
- Imperium: Nero (2005) - gespeeld door Laura Morante.
- Roman Empire (2016) - gespeeld door Teressa Liane.

## Kwartierstaat
|  |                                     |  |  |  |  |  |  |  |  |  |  |  |  |  |  |  |
|  | 16. Drusus Claudius Nero            |  |  |  |  |  |  |  |  |  |  |  |  |  |  |  |
|  |                                     |  |  |  |  |  |  |  |  |  |  |  |  |  |  |  |
|  |                                     |  |  |  |  |  |  |  |  |  |  |  |  |  |  |  |
|  | 8. Tiberius Claudius Nero           |  |  |  |  |  |  |  |  |  |  |  |  |  |  |  |
|  |                                     |  |  |  |  |  |  |  |  |  |  |  |  |  |  |  |
|  |                                     |  |  |  |  |  |  |  |  |  |  |  |  |  |  |  |
|  | 17. Claudia Livia Julia             |  |  |  |  |  |  |  |  |  |  |  |  |  |  |  |
|  |                                     |  |  |  |  |  |  |  |  |  |  |  |  |  |  |  |
|  |                                     |  |  |  |  |  |  |  |  |  |  |  |  |  |  |  |
|  | 4. Nero Claudius Drusus             |  |  |  |  |  |  |  |  |  |  |  |  |  |  |  |
|  |                                     |  |  |  |  |  |  |  |  |  |  |  |  |  |  |  |
|  |                                     |  |  |  |  |  |  |  |  |  |  |  |  |  |  |  |
|  | 18. Marcus Livius Drusus Claudianus |  |  |  |  |  |  |  |  |  |  |  |  |  |  |  |
|  |                                     |  |  |  |  |  |  |  |  |  |  |  |  |  |  |  |
|  |                                     |  |  |  |  |  |  |  |  |  |  |  |  |  |  |  |
|  | 9. Livia Drusilla                   |  |  |  |  |  |  |  |  |  |  |  |  |  |  |  |
|  |                                     |  |  |  |  |  |  |  |  |  |  |  |  |  |  |  |
|  |                                     |  |  |  |  |  |  |  |  |  |  |  |  |  |  |  |
|  | 19. Alfidia                         |  |  |  |  |  |  |  |  |  |  |  |  |  |  |  |
|  |                                     |  |  |  |  |  |  |  |  |  |  |  |  |  |  |  |
|  |                                     |  |  |  |  |  |  |  |  |  |  |  |  |  |  |  |
|  | 2. Germanicus Julius Caesar         |  |  |  |  |  |  |  |  |  |  |  |  |  |  |  |
|  |                                     |  |  |  |  |  |  |  |  |  |  |  |  |  |  |  |
|  |                                     |  |  |  |  |  |  |  |  |  |  |  |  |  |  |  |
|  | 20. Marcus Antonius Creticus        |  |  |  |  |  |  |  |  |  |  |  |  |  |  |  |
|  |                                     |  |  |  |  |  |  |  |  |  |  |  |  |  |  |  |
|  |                                     |  |  |  |  |  |  |  |  |  |  |  |  |  |  |  |
|  | 10. Marcus Antonius                 |  |  |  |  |  |  |  |  |  |  |  |  |  |  |  |
|  |                                     |  |  |  |  |  |  |  |  |  |  |  |  |  |  |  |
|  |                                     |  |  |  |  |  |  |  |  |  |  |  |  |  |  |  |
|  | 21. Julia Antonia                   |  |  |  |  |  |  |  |  |  |  |  |  |  |  |  |
|  |                                     |  |  |  |  |  |  |  |  |  |  |  |  |  |  |  |
|  |                                     |  |  |  |  |  |  |  |  |  |  |  |  |  |  |  |
|  | 5. Antonia minor                    |  |  |  |  |  |  |  |  |  |  |  |  |  |  |  |
|  |                                     |  |  |  |  |  |  |  |  |  |  |  |  |  |  |  |
|  |                                     |  |  |  |  |  |  |  |  |  |  |  |  |  |  |  |
|  | 22. Gaius Octavius                  |  |  |  |  |  |  |  |  |  |  |  |  |  |  |  |
|  |                                     |  |  |  |  |  |  |  |  |  |  |  |  |  |  |  |
|  |                                     |  |  |  |  |  |  |  |  |  |  |  |  |  |  |  |
|  | 11. Octavia Thurina minor           |  |  |  |  |  |  |  |  |  |  |  |  |  |  |  |
|  |                                     |  |  |  |  |  |  |  |  |  |  |  |  |  |  |  |
|  |                                     |  |  |  |  |  |  |  |  |  |  |  |  |  |  |  |
|  | 23. Atia Balba Caesonia             |  |  |  |  |  |  |  |  |  |  |  |  |  |  |  |
|  |                                     |  |  |  |  |  |  |  |  |  |  |  |  |  |  |  |
|  |                                     |  |  |  |  |  |  |  |  |  |  |  |  |  |  |  |
|  | 1. Julia Agrippina minor            |  |  |  |  |  |  |  |  |  |  |  |  |  |  |  |
|  |                                     |  |  |  |  |  |  |  |  |  |  |  |  |  |  |  |
|  |                                     |  |  |  |  |  |  |  |  |  |  |  |  |  |  |  |
|  | 12. Lucius Vipsanius Agrippa        |  |  |  |  |  |  |  |  |  |  |  |  |  |  |  |
|  |                                     |  |  |  |  |  |  |  |  |  |  |  |  |  |  |  |
|  |                                     |  |  |  |  |  |  |  |  |  |  |  |  |  |  |  |
|  | 6. Marcus Vipsanius Agrippa         |  |  |  |  |  |  |  |  |  |  |  |  |  |  |  |
|  |                                     |  |  |  |  |  |  |  |  |  |  |  |  |  |  |  |
|  |                                     |  |  |  |  |  |  |  |  |  |  |  |  |  |  |  |
|  | 3. Vipsania Agrippina maior         |  |  |  |  |  |  |  |  |  |  |  |  |  |  |  |
|  |                                     |  |  |  |  |  |  |  |  |  |  |  |  |  |  |  |
|  |                                     |  |  |  |  |  |  |  |  |  |  |  |  |  |  |  |
|  | 28. (= 22.)                         |  |  |  |  |  |  |  |  |  |  |  |  |  |  |  |
|  |                                     |  |  |  |  |  |  |  |  |  |  |  |  |  |  |  |
|  |                                     |  |  |  |  |  |  |  |  |  |  |  |  |  |  |  |
|  | 14. Imperator Caesar Augustus       |  |  |  |  |  |  |  |  |  |  |  |  |  |  |  |
|  |                                     |  |  |  |  |  |  |  |  |  |  |  |  |  |  |  |
|  |                                     |  |  |  |  |  |  |  |  |  |  |  |  |  |  |  |
|  | 29. (= 23.)                         |  |  |  |  |  |  |  |  |  |  |  |  |  |  |  |
|  |                                     |  |  |  |  |  |  |  |  |  |  |  |  |  |  |  |
|  |                                     |  |  |  |  |  |  |  |  |  |  |  |  |  |  |  |
|  | 7. Julia Caesaris maior             |  |  |  |  |  |  |  |  |  |  |  |  |  |  |  |
|  |                                     |  |  |  |  |  |  |  |  |  |  |  |  |  |  |  |
|  |                                     |  |  |  |  |  |  |  |  |  |  |  |  |  |  |  |
|  | 30. Lucius Scribonius Libo          |  |  |  |  |  |  |  |  |  |  |  |  |  |  |  |
|  |                                     |  |  |  |  |  |  |  |  |  |  |  |  |  |  |  |
|  |                                     |  |  |  |  |  |  |  |  |  |  |  |  |  |  |  |
|  | 15. Scribonia                       |  |  |  |  |  |  |  |  |  |  |  |  |  |  |  |
|  |                                     |  |  |  |  |  |  |  |  |  |  |  |  |  |  |  |
|  |                                     |  |  |  |  |  |  |  |  |  |  |  |  |  |  |  |
|  | 31. Sentia                          |  |  |  |  |  |  |  |  |  |  |  |  |  |  |  |
|  |                                     |  |  |  |  |  |  |  |  |  |  |  |  |  |  |  |
|  |                                     |  |  |  |  |  |  |  |  |  |  |  |  |  |  |  |

## Antieke bronnen
- Plinius maior, Naturalis Historia.
- Flavius Josephus, Antiquitates Iudaicae.
- Tacitus, Annales.
- Suetonius, Vita Tiberi, Vita Gai, Vita Claudi.
- Cassius Dio, Historia Romana.
- Flavius Philostratus, Vita Apollonii.